# Spilogona falleni
Spilogona falleni är en tvåvingeart som beskrevs av Adrian C. Pont 1984. Spilogona falleni ingår i släktet Spilogona och familjen husflugor. Arten är reproducerande i Sverige. Inga underarter finns listade i Catalogue of Life.

## Bildgalleri

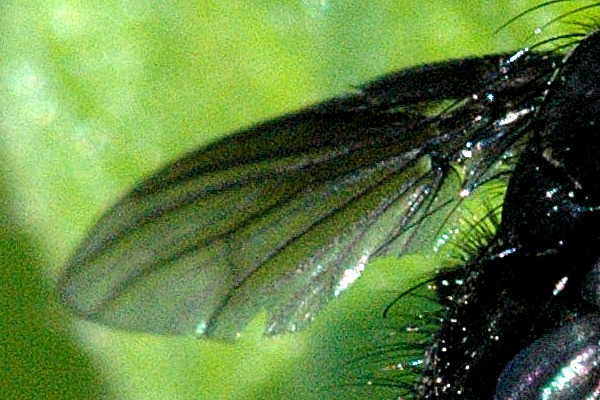